# Gmina Skępe
Die Gmina Skępe ist eine Stadt-und-Land-Gemeinde im Powiat Lipnowski der Woiwodschaft Kujawien-Pommern in Polen. Ihr Sitz ist die gleichnamige Stadt (deutsch Skepe) mit etwa 3600 Einwohnern.

## Gliederung
Zur Stadt-und-Land-Gemeinde gehören neben der Stadt Skępe weitere 16 Dörfer (deutsche Namen bis 1945) mit einem Schulzenamt.
| - Skępe (1942–1945 Schemmensee) - Boguchwała (1942–1945 Gottlob) - Czermno (1939–1942 Czermno, 1942–1945 Schirmen) - Franciszkowo (1939–1942 Franzischkau, 1942–1945 Franzenshof) - Huta (1939–1942 Huta Skempska, 1942–1945 Schemmenhütte) - Jarczewo (1939–1942 Jarczewo, 1942–1945 Jarsen) - Likiec (1942–1945 Hohlwege) - Lubówiec (1939–1942 Lubowitz, 1942–1945 Liebenteich) - Ławiczek (1939–1942 Lawitschek, 1942–1945 Jägerfeld) | - Łąkie (1942–1945 Lonke) - Moczadła (1939–1942 Modschadla, 1942–1945 Motzenbruch) - Rumunki-Skępskie - Sarnowo (1939–1942 Sarnowo, 1942–1945 Rehgart) - Szczekarzewo (1939–1942 Szczekarzewo, 1942–1945 Scheckensee) - Wólka (1939–1942 Wolka, 1942–1945 Wulken) - Żagno (1939–1942 Zagno, 1942–1945 Zangen) - Żuchowo (1939–1942 Zuchowo, 1942–1945 Suchfeld) |

Weitere Ortschaften der Gemeinde sind:
| - Babie Ławy (1939–1942 Babe Lawy, 1942–1945 Frauenbänk) - Bógzapłać (1939–1942 Bugsaplatz, 1942–1945 Gottvergelts) - Chałacie - Czarny Las (1942–1945 Schwarzenwald) - Gęstowarka - Głęboczek - Gorzeszyn (1939–1942 Gorscheschin, 1942–1945 Gorshütte) - Grabówiec (1939–1942 Grabowitz, 1942–1945 Grabenwies) - Guzowatka - Józefkowo - Kamienica | - Kierz - Koziołek - Kujawy (1939–1942 Kujawie, 1942–1945 Kuhweide) - Kukowo (1939–1942 Kukow, 1942–1945 Kuckucksheide) - Modrzewie - Narutowo (1939–1942 Narutowo, 1942–1945 Waldhütte) - Obóz - Pokrzywnik - Radziochy (1939–1942 Radsiochi, 1942–1945 Radenholz) - Wioska - Zajeziorze (1939–1942 Sajesiuorsche, 1942–1945 Überwasser) |